# Джадхав, Хашаба
Хашаба Дадасахеб Джадхав (маратхи श्री. खाशाबा दादासाहेब जाधव); 15 января 1926, Карад, Британская Индия — 14 августа 1984, Махараштра) — индийский борец вольного стиля, бронзовый призёр Олимпийских игр. Первый индийский борец, завоевавший олимпийскую награду и первый индийский спортсмен, завоевавший олимпийскую награду в индивидуальных видах спорта (оставался единственным до 1996 года).

## Биография
Хашаба Джадхав родился в 1926 году в деревне Голешвар, младшим из пяти сыновей известного местного борца-кушти Дадасахеба Джадхава и тренировался с ранних лет у отца. В возрасте 8 лет он за две минуты победил местного чемпиона по борьбе. С 1940 по 1947 год учился в средней и старшей школе в Караде, где его тренировал в том числе английский тренер Риз Гарднер.
Представлял Индию на Олимпийских играх 1948 года, боролся в наилегчайшем (до 52 килограммов) весе и остался шестым.
См. таблицу турнира
После игр учился в колледже в Колхапуре. Сначала не был отобран в индийскую сборную, но через посредство махараджи Патиялы убедил провести повторные отборочные встречи, так как был убеждён, что не попал в сборную из-за кумовства. После победы на отборочных соревнованиях был вынужден осуществлять сбор средств на поездку среди жителей деревни. Весомый вклад внёс профессор колледжа, в котором обучался Джадхав, заложивший свой дом для поездки борца на Олимпиаду.
Представлял Индию на Олимпийских играх 1952 года, боролся в легчайшем (до 57 килограммов) весе и завоевал бронзовую медаль Олимпийских игр.
См. таблицу турнира
После игр начал работать в полиции, где прослужил до 1982 года. Также привлекался к тренировками сборной Индии по борьбе.
Погиб в аварии в 1984 году, когда в мотоцикл, на котором он ехал вместе с другом, врезался автомобиль.
В честь борца назван борцовский зал в спортивном комплексе Индиры Ганди в Нью-Дели и проводится турнир памяти борца.